# Cité radieuse de Marseille
L'unité d'habitation de Marseille — également connue sous le nom de Cité radieuse de Marseille, Cité radieuse, Le Corbusier ou plus familièrement La Maison du fada — est une résidence édifiée entre 1947 et 1952 par l'architecte Charles-Édouard Jeanneret-Gris, plus connu sous le pseudonyme de Le Corbusier (1887-1965).
La Cité radieuse se trouve au 280, boulevard Michelet à Marseille dans le quartier de Sainte-Anne, dans le 8e arrondissement. Bâtie sous forme de barre sur pilotis (en forme de piétements évasés à l'aspect brutaliste), elle tente de concrétiser une nouvelle forme de cité, un « village vertical » appelé « Unité d'habitation ».
La résidence compte 337 appartements de 23 types différents séparés par des « rues intérieures » (l'appartement « type » est en duplex) et un hôtel de 21 chambres. Une galerie marchande existe à la troisième rue avec différents commerces accessibles toute l'année au public.
En juin 2013 le gymnase sur le toit est reconverti en lieu d'exposition par le designer français Ora-ïto qui y installe une fondation artistique le MaMo (Marseille Modulor).
Le site est inscrit, avec seize autres œuvres architecturales de Le Corbusier, sur la liste du patrimoine mondial de l'UNESCO en 2016.

## Histoire

### Contexte historique: les besoins de la reconstruction
Sortie de la Seconde Guerre mondiale, la France a besoin de se reconstruire. Au regard de l'ampleur des besoins, c'est le Ministère de la Reconstruction et de l'Urbanisme (MRU), créé en octobre 1944, qui supervise l'essentiel des projets de reconstruction. À Marseille, les trois premiers projets initiés par le MRU en 1945-46 sont la reconstruction du Vieux-Port (réalisée entre 1947 et 1957), les cités Saint-Just Palmieri et Garderie (1re tranche Palmieri réalisée entre 1947 et 1950), et la commande d'une unité d'habitation auprès de  Le Corbusier.
À cette époque le manque de logements sociaux est un problème auquel il faut apporter rapidement une solution. La commande de l'unité d'habitation s'inscrit dans ce contexte. Il s'agit alors de « montrer un nouvel art de bâtir qui transforme le mode d’habitat ». Ainsi, Eugène Claudius-Petit, Ministre de la reconstruction, affirme que Le Corbusier « apporte une solution nouvelle à ce problème du logement et transforme l’habitat en un véritable service public » à Marseille.

### Principales dates du bâtiment
La première pierre est posée le 14 octobre 1947. La Cité radieuse est finalement inaugurée le 14 octobre 1952, après cinq ans de travaux.
Aujourd'hui classée Monument historique par l'arrêté du 12 octobre 1995 complété par l'arrêté du 19 décembre 2023, la Cité radieuse, immeuble expérimental dès son origine, est de plus en plus visitée par des touristes et ses logements exercent un nouvel attrait auprès d'une population de cadres et de professions intellectuelles.
Un grave incendie a eu lieu à la Cité radieuse le 9 février 2012,.
En 2019, l'ensemble du parc urbain est inscrit aux Monuments historiques avec notamment le poste de collecte des ordures ménagères et une maison située à l'angle de l'entrée ouest,.
Le 2 mai 2024 a lieu le défilé de Chanel nommé collection Croisière 2024/25.

## Principe architectural

Module de deux appartements « type » sur trois étages.

Le Corbusier définit le logis comme le contenant « d'une famille ». Ce contenant peut être inséré non pas dans un immeuble traditionnel mais dans une « ossature portante », conçue comme une structure d'accueil.
Le Corbusier va définir une cellule de base. Elle va donner naissance à un ensemble de deux cellules orientées est/ouest et imbriquées autour d'une rue intérieure. Il aboutit ainsi à un système d'étage courant qui s'organise sur trois niveaux.
Entre les cellules de chaque côté du bâtiment se trouvent de larges couloirs. Ils sont conçus comme un espace de circulation et de rencontre entre les habitants. Entre le 3e et le 4e étage, un couloir plus grand encore, le déambulatoire, fait face à la mer.
Comme les autres unités d'habitation de Le Corbusier, la Cité radieuse de Marseille est conçue sur le principe du Modulor, système de mesures lié à la morphologie humaine basé sur le nombre d'or et la suite de Fibonacci, calculé par le quotient de sa taille (1,83 m) par la hauteur de son nombril (1,13 m) qui est de 1,619, soit le nombre d'or au millième près.
Celui-ci est d'ailleurs illustré par une empreinte sur le béton à la base de l'immeuble ainsi que sur un petit vitrail.
Une  reconstitution à l'échelle 1 d'une cellule est visitable à la Cité de l'architecture et du patrimoine. Cet appartement a été réalisé  dans le cadre d'un partenariat avec seize lycées d'enseignement technique et professionnel d'Île-de-France.
La Cité radieuse traduit une conception fonctionnelle, hygiéniste et circulatoire de l'habitat collectif. Elle manifeste le rejet de la ville traditionnelle et applique les principes de la Charte d’Athènes. Dans les années 1970, on reprochera à Le Corbusier d’avoir inspiré l’urbanisme monotone des grands ensembles des banlieues françaises.

## Réalisation
Pour la réalisation de cet immeuble de grande hauteur (IGH), Le Corbusier crée l'Atelier des Bâtisseurs (AtBat), qui regroupe des architectes et des ingénieurs, dirigé par l'ingénieur d'origine russe Vladimir Bodiansky. Les architectes André Wogenscky, Georges Candilis et Jacques Masson collaborent au chantier au sein de cette structure.
La barre d'habitation de Marseille est l'une des cinq unités d'habitation construites par Le Corbusier au cours de sa carrière. À la différence des quatre autres, essentiellement composées de logements, elle comprend également au niveau de sa rue centrale des bureaux et divers services commerciaux : pâtisserie, hôtel, restaurant gastronomique, crèche, librairie spécialisée dans les livres traitant d'architecture, etc. Le toit-terrasse de l'unité, libre d'accès au public, est occupé par des équipements publics : la cour de récréation de l'école maternelle, une piste d'athlétisme, une petite piscine pour enfants et un auditorium en plein air. Ces services accessibles au public toute l'année sont la parfaite illustration du « Village vertical » voulu par Le Corbusier

## Description

### Extérieur
Le bâtiment fait 137 mètres de long, 56 mètres de haut et 24 mètres de large,,. Il est prévu pour 1600 habitants. L'ensemble est situé au no 280 du boulevard Michelet, construit de manière oblique par rapport à celui-ci : il s'agit de profiter d’une orientation est/ouest et de vues sur la mer et la montagne. La barre d'immeuble se présente comme un paquebot de sept doubles étages (chaque appartement étant un duplex), plus le toit-terrasse dominant les environs. Elle est faite de quatre blocs indépendants, délimités par des joints de dilatation. Le recours à la préfabrication concerne certains dallages, les éléments de façade et les cloisons des appartements.
L'immeuble est construit sur 36 pilotis de 8,50 mètres de hauteur permettant la circulation des piétons sous l’édifice et de voir au-delà. Les pilotis font partie des cinq points de l’architecture nouvelle définis par Le Corbusier. Ils cachent les évacuations des eaux usées et les vide-ordures. Deux énormes poutres structurent toute la longueur du bâtiment. Le Corbusier utilise pour sa structure un béton brut de décoffrage coulé sur place.
Le toit-terrasse accueille plusieurs aménagements publics : une piste de course à pied de trois-cents mètres, un gymnase et une école. Une tour des ascenseurs est percée d’ouvertures. Les cheminées de ventilation, aux formes libres, font penser à des sculptures.

### Intérieur
Un total de 337 chambres d'hôtel et appartements inspirés des cellules des moines Chartreux sont disponibles. Le mot « cellule » renvoie aussi au lexique de la biologie.
Chaque appartement est pensé comme une cellule, fabriquée en usine puis intégré sur place dans la carcasse de béton, selon le principe du « casier à bouteilles »,.
Un magasin d’alimentation (pensé en libre-service, avec mode d’emploi peint à même le mur), un restaurant-cafétéria, des boutiques et des chambres d’hôtels se trouvent aux niveaux 7 et 8.

### Hall et rues
Le hall de la Cité radieuse de Marseille est conçu comme une agora : c'est un espace de rencontre des habitants et des visiteurs. Le Corbusier a élaboré ce lieu en réfléchissant aux effets de lumière qui pénètre par de grandes baies vitrées. La base de chaque pilier est également éclairée. Le local d'accueil des gardiens est délimité par un bandeau de béton arrondi. Tout un mobilier est prévu pour la vie quotidienne : une boîte aux lettres, des bancs, etc. Des coquilles incrustées dans le béton rappellent la nature qu'appréciait tant Le Corbusier.
Le Corbusier appelle les couloirs centraux de 2,96 m de largeur des « rues ». Sept rues parcourent toute la longueur de l'immeuble et desservent les logements. Les parois des rues sont en béton lavé. Elles permettent aux habitants de circuler mais aussi de se rencontrer. Les portes des appartements sont peintes alternativement en rouge, jaune, orange, bleu et vert : cela rappelle les couleurs utilisées pour la façade extérieure du bâtiment. Sur chaque niveau sont présents un casier de livraison et une boîte aux lettres.

### Intérieur des logements
23 types d’appartements profonds et traversants sont proposés. Les plafonds, les sols et les murs des appartements sont autonomes pour garantir une bonne isolation acoustique. Chaque appartement dispose d'une loggia brise-soleil. La cuisine est fonctionnelle et communique avec le couloir extérieur commun par un placard de livraison (pour le pain, le journal, le lait). La  chambre des parents est située en mezzanine. Des casiers de rangement ainsi que le mobilier sont intégrés au logement. Une paroi coulissante fait office de tableau noir entre les chambres des enfants.

### Appartement type: le duplex de type E2
La cité de l'architecture et du patrimoine à Paris présente une maquette grandeur nature d'un appartement type (E2) de la Cité radieuse de Marseille. Ce logement occupe toute la largeur du bâtiment. Il mesure 24 mètres de longueur sur 3,66 mètres de largeur. Il se prolonge à l'extérieur par une loggia. Il est très lumineux : la lumière naturelle entre par l'est le matin et par l'ouest l'après-midi. Les espaces de vie commune (salle à manger, salon et cuisine) communiquent les uns avec les autres, sans cloison séparatrice.
La designer française Charlotte Perriand travaille avec Le Corbusier et conçoit la cuisine intégrée et ouverte à l'américaine. Elle cherche à rendre l’espace le plus fonctionnel et le plus modulable possible afin de gagner du temps et de l'espace. La cuisine est équipée de nombreux espaces de rangements et de tous les équipements nécessaires. Elle fait office d'interface avec la « rue » sur le palier.

## Œuvre en rupture
Cette construction innovante et en rupture avec les traditions a rapidement été affublée du surnom de « la maison du fada » par certains habitants de Marseille.

## Monument historique et patrimoine mondial
Les protections au titre des monuments historiques ont déjà concrétisé l'intérêt architectural qu'on lui porte :
- la Cité radieuse de Marseille a été construite de 1947 à 1952 et inscrite le 26 octobre 1964[24], du vivant de l'architecte, puis classée en 1986, 1995 et 2023[25] :
  - les façades ; la terrasse et ses aménagements ; l'ensemble du portique et l'espace qu'il abrite ; à l'intérieur, les parties communes suivantes : le hall d'entrée, les espaces de circulation avec équipements (ascenseurs exceptés) , l'appartement destiné à la visite ont fait l'objet d'un classement par arrêté du 20 juin 1986,
  - l'appartement no 50, y compris l'ensemble des éléments conçus pour la cuisine, ont été classés par arrêté du 12 octobre 1995 ;
- l'article L612-1, modifié par la LOI no 2016-925 du 7 juillet 2016 - art. 74 précise que pour assurer la protection du bien, une zone, dite " zone tampon ", incluant son environnement immédiat, les perspectives visuelles importantes et d'autres aires ou attributs ayant un rôle fonctionnel important en tant que soutien apporté au bien et à sa protection est, sauf s'il est justifié qu'elle n'est pas nécessaire, délimitée autour de celui-ci en concertation avec les collectivités territoriales concernées puis arrêtée par l'autorité administrative[26] ;
- l'immeuble a par ailleurs bénéficié du Label « Patrimoine du XXe siècle »[27]. En mars 2019 des craintes se sont exprimées sur le risque de constructions qui auraient un impact sur la vue de ce bâtiment classé par l'Organisation des Nations unies pour l'éducation, la science et la culture (Unesco)[28]. À la suite des nombreuses interventions qui se sont exprimées à l'occasion de l'enquête publique sur le PLUi et particulièrement à propos du périmètre Michelet - Corbusier - Brasilia, Yves Moraine a adressé un courrier à ses concitoyens le 12 mars 2019 pour faire le point sur l'Orientation d'aménagement et de programmation (OAP) sur ce périmètre en indiquant que "celle-ci aboutirait à réduire de moitié environ la constructibilité et augmenter les espaces verts en particulier en pleine terre, en confirmant que si l'évaluation de l'UNESCO identifiait un problème qui dans le PLUi conduirait à remettre en cause le classement de l'immeuble Le Corbusier au patrimoine de l'organisation, il demanderait, avec le soutien du Maire de Marseille et de la Présidente de la Métropole, la suppression de l'élément posant problème afin d'éliminer tout risque de déclassement au patrimoine mondial"[29].

Des paysages et une vue sur la mer à préserver, justifiant les préoccupations des habitants.

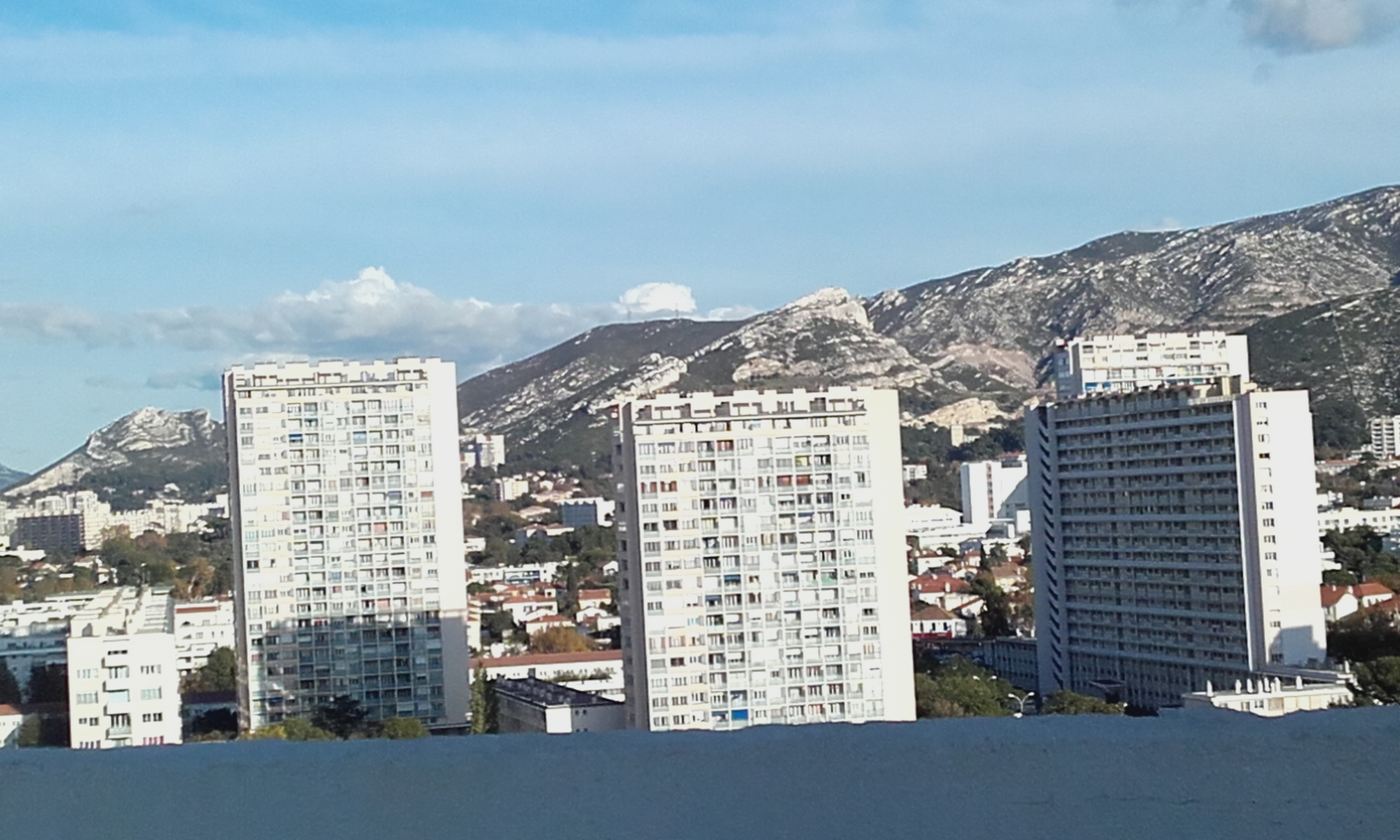
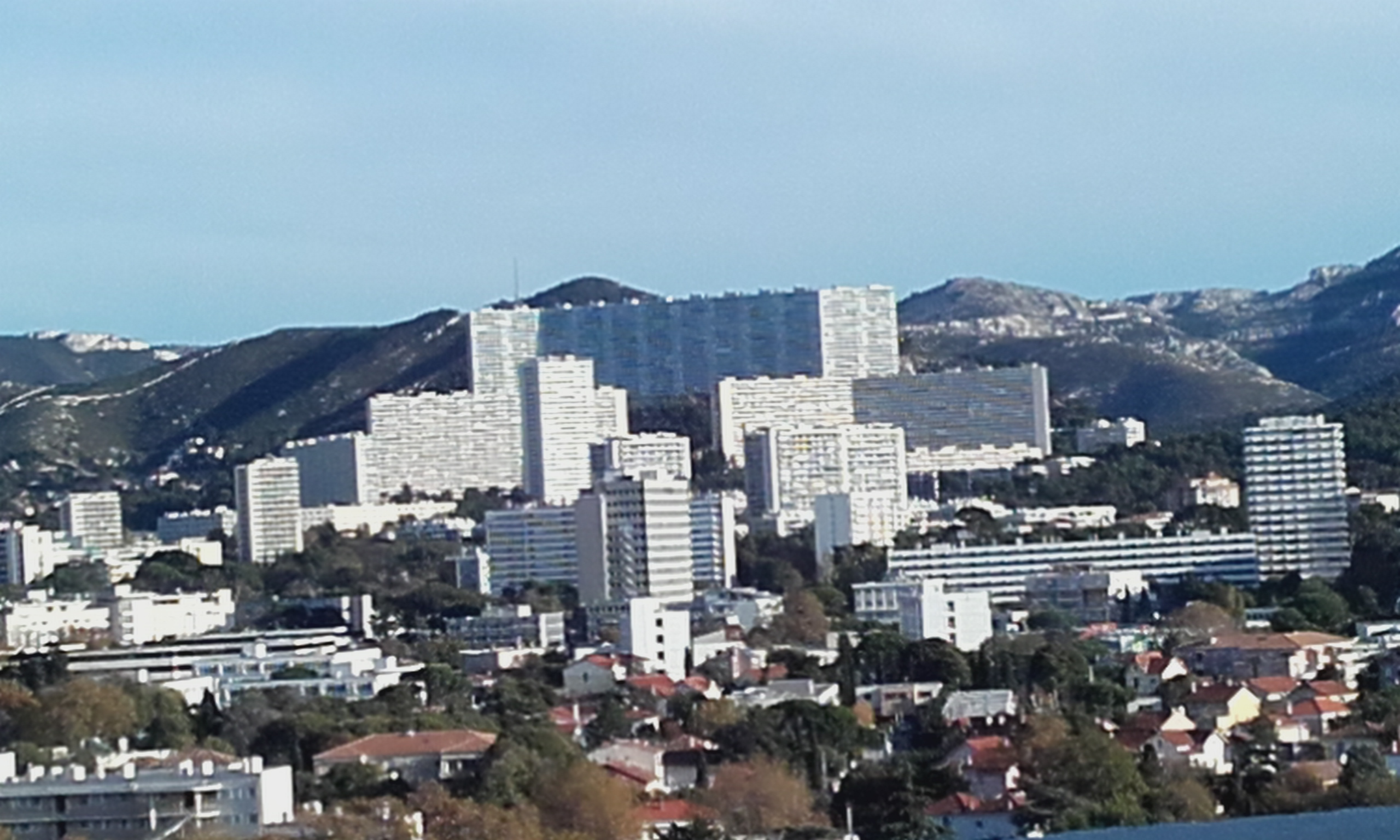
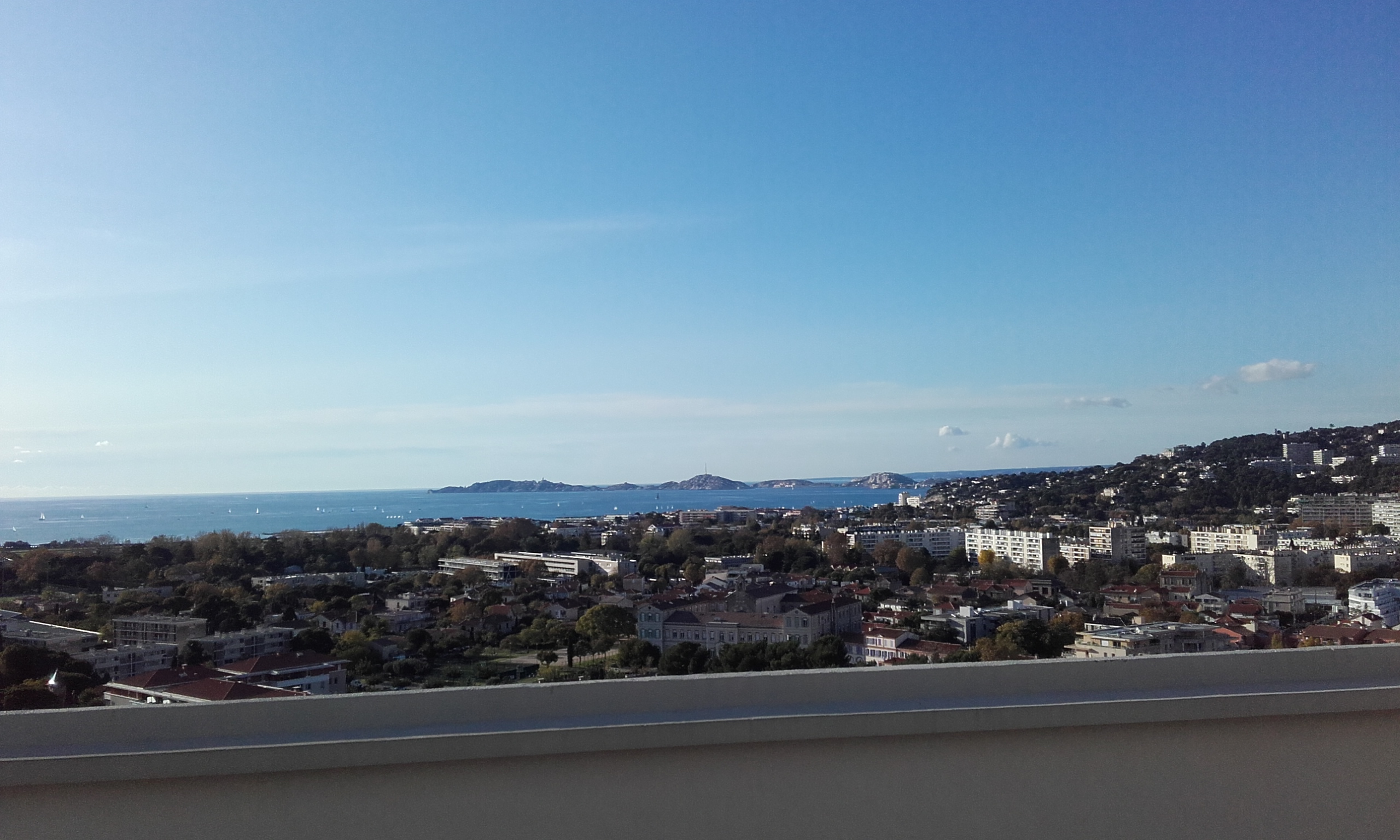

La candidature de plusieurs sites construits par Le Corbusier (dont la maison de la culture) au patrimoine mondial de l'UNESCO a déjà été refusée en 2009 puis en 2011 en raison d'une liste trop longue et de l’absence du site de Chandigarh en Inde,. Un nouveau dossier de candidature tenant compte des différentes remarques est déposé fin janvier 2015 et proposé lors de la 40e session du Comité du patrimoine mondial qui se tient à Istanbul (Turquie) du 10 au 17 juillet 2016. L'ensemble est finalement classé le 17 juillet 2016.

Coursives sur la terrasse de la cité radieuse.
Cheminée du bateau cité radieuse.
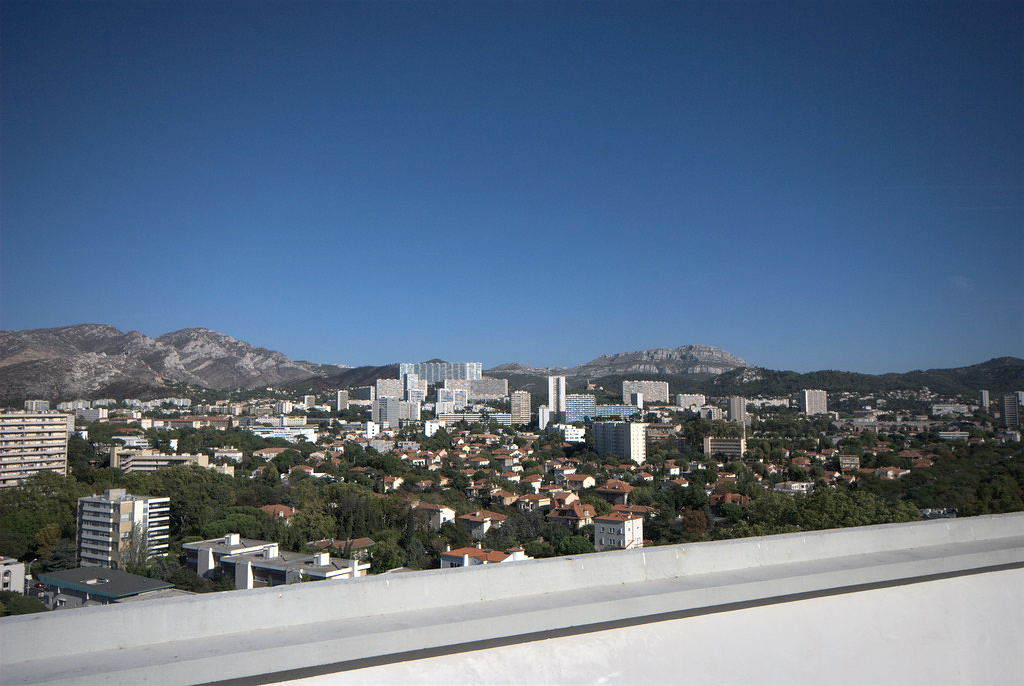
Paysage depuis la terrasse.

## Conditions de restauration des façades
La restauration des façades de la Cité radieuse a contribué à faire évoluer les connaissances techniques et scientifiques en matière de restauration des ouvrages et immeubles ayant utilisé le béton et le béton armé.
La protection des monuments historiques intéresse en effet des immeubles récents pour lesquels l’utilisation du béton pose des problèmes délicats, tels les désordres auxquels il a fallu remédier lors de la restauration de la Cité radieuse dont on a célébré le cinquantenaire de la construction en 2002.
Le projet de restauration met en œuvre les principes et techniques de restauration de ce matériau contemporain au moyen de résine époxydique (colles époxyde, polyépoxyde).
Les techniques de réhabilitation ne cessent de s’adapter aux besoins très divers que présentent les chantiers en fonction de leurs objectifs : restitution de l’origine voire reconstruction partielle de bâtiments anciens, changements d’utilisation parfois inattendus ou encore mises aux normes ; sans oublier les traitements de problèmes à conséquences pathologiques sur les habitants comme celui du saturnisme.

## Autres Cités radieuses
Cinq unités d'habitation ont été réalisées sur les mêmes plans, quatre en France et une en Allemagne : Marseille en 1952, Rezé en 1955, Briey en 1961, Firminy en 1967  et une cinquième, construite à Berlin en 1957.